# فريدي فريمان
فريدي فريمان (بالإنجليزية: Freddie Freeman)‏ هو لاعب كرة قاعدة أمريكي، ولد في 12 سبتمبر 1989 في فوونتين فالي في الولايات المتحدة.

## وصلات خارجية
- فريدي فريمان على موقع دوري كرة القاعدة الرئيسي (الإنجليزية)
- فريدي فريمان على موقعبيزبول رفرنس.كوم (الدوري الرئيسي) (الإنجليزية)
- فريدي فريمان على موقعبيزبول رفرنس.كوم (الدوري الثانوي) (الإنجليزية)
- فريدي فريمان على موقع إي إس بي إن.كوم (أم.أل.بي) (الإنجليزية)
- فريدي فريمان على موقع مشجعي الرسوم البيانية (الإنجليزية)